# Donald Duck Taschenbuch
Das Donald Duck Taschenbuch, kurz DD, war eine deutschsprachige Comic-Publikation, des Egmont Ehapa Verlags.
Die Comic-Reihe erschien von 1974 bis 1998 als Taschenbuch. Der Umfang betrug 100 Seiten, und durch die große Beliebtheit erschienen bald viele Ableger.

## Geschichte
Der erste Band erschien am 26. August 1974. Die ersten vier Ausgaben waren Testausgaben und so ist die eigentlich fünfte Ausgabe die Nummer eins. Die Geschichten waren bis zur Ausgabe 300 mehrheitlich amerikanischen Ursprungs, ab 300 kamen aber dann mehr italienische Comics zum Abdruck. Da sich das Format großer Beliebtheit erfreute, wurde ab dem 29. Mai 1986 ein Pendant dazu veröffentlicht, das Panzerknacker & Co., welches aber mit Ausgabe 17 vom 20. August 1987 wieder eingestellt wurde. Ersatzweise erschien als Nebenreihe das Onkel Dagobert (17. September 1987 bis 2. Dezember 1993), das immerhin 82 Ausgaben zählte. Es folgten die Nebenreihen Ein Fall für Micky (26 Bände, 5. Januar 1994 bis 7. Dezember 1995), Abenteuer Team (39 Bände, 4. Januar 1996 bis 10. Dezember 1998), und Unternehmen Fähnlein Fieselschweif (18 Bände, Oktober 1996 bis 19. Mai 1998). Mit Ausgabe 513 (1997) wurde das Format des Donald Duck Taschenbuchs um ein paar Zentimeter vergrößert, doch schließlich wurde es am 17. Dezember 1998 nach 25 Jahren und 529 Ausgaben (zusammen mit den vier Bänden von 1974 also insgesamt 533 Ausgaben) und somit eine der am längsten laufenden Reihen bei Ehapa eingestellt. Bald darauf versuchte Ehapa einen Neuanfang mit Donald Comics und mehr (19 Bände, 14. Januar 1999 bis 6. August 2000), der jedoch scheiterte. Seit 2010 versucht Ehapa, die Tradition der 100-Seiter mit Donald Duck & Co. aufleben zu lassen.

## Einzelnachweis
- inducks: Comic-Serien: Donald Duck